# Gustav Freytag
Pour les articles homonymes, voir Freytag.
Gustav Freytag (né le 13 juillet 1816 à Kreuzburg - mort le 30 avril 1895 à Wiesbaden) est un éditorialiste et écrivain prussien de l’ère des Fondateurs.

## Biographie
Il étudie la philologie à l'université de Breslau et à l'université de Berlin. En 1835, il devient membre du Corps Borussia Breslau (de)
En 1847, il s'installe à Berlin. L'année suivante, il devient avec Julian Schmidt l'éditeur de Die Grenzboten, un hebdomadaire fondé en 1841 et devenu la tribune principale du libéralisme allemand et autrichien. Freytag participa à sa direction jusqu'en 1861, puis à nouveau entre 1867 et 1870. Il édita aussi brièvement un nouveau périodique, Im neuen Reich.
Freytag dénonçait le morcellement allemand et militait pour la Solution petite-allemande mais, découragé par la politique de Bismarck, se retira de la politique et fut attaché de presse auprès du quartier-général du prince-héritier Frédéric pendant la guerre de 1870. Après la proclamation de l'unité allemande, il laisse éclater ses aspirations nationalistes dans les colonnes d’Im neuen Reich. Promu conseiller princier en 1886 et décoré de l'Ordre Pour le Mérite pour les Arts et Sciences, il bénéficie désormais du titre d'« Excellence ».

## Œuvres
- Doit et Avoir